# Державний кордон Індонезії

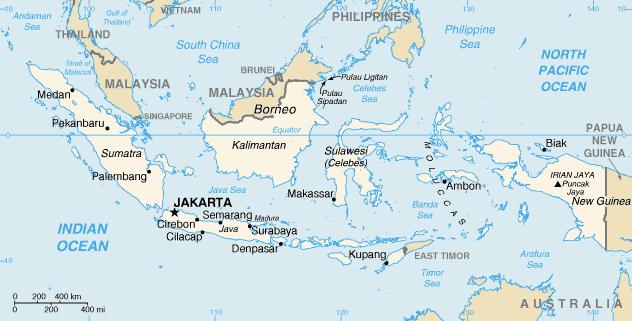
Карта Індонезії

Державний кордон Індонезії — державний кордон, лінія на поверхні Землі та вертикальна поверхня, що проходить по цій лінії, що визначають межі державного суверенітету Індонезії над власними територією, водами, природними ресурсами в них і повітряним простором над ними.

## Сухопутний кордон
Загальна довжина кордону — 2958 км. Індонезія межує з 3 державами. На території малайського острова Тимор розміщується держава Східний Тимор, територія якої складається із великого масиву на сході острова та невеличкого напіванклаву Окусі трохи західніше від нього.
Ділянки державного кордону
| Держава           | Ділянка                                | Довжина (км) | Прикордонні регіони | Примітки |
| ----------------- | -------------------------------------- | ------------ | ------------------- | -------- |
| Малайзія          | на заході й півночі острова Калімантан | 1881         |                     |          |
| Папуа Нова Гвінея | по центру острова Нова Гвінея          | 824          |                     |          |
| Східний Тимор     | по центру острова Тимор                | 253          |                     |          |

## Морські кордони
Індонезія на півночі омивається водами морів Тихого, на півдні — Індійського океанів. Індонезія Малаккською протокою відділена від Західної Малайзії і Сінгапуру, морями Сулу і Сулавесі від Філіппін, Тиморським і Арафурським морями від Австралії. Загальна довжина морського узбережжя 54,7 тис. км. Згідно з Конвенцією Організації Об'єднаних Націй з морського права (UNCLOS) 1982 року, протяжність територіальних вод країни встановлено в 12 морських миль (22,2 км) від прямих ліній визначених архіпелажних вод. Виключна економічна зона встановлена на відстань 200 морських миль (370,4 км) від узбережжя.